# Серебренников, Николай Павлович
Николай Павлович Серебренников (1871 — после 1917) — командир 7-го гусарского Белорусского полка, генерал-майор, герой Первой мировой войны.

## Биография
Потомственный почетный гражданин. Среднее образование получил в Киевской 1-й гимназии, где окончил 6 классов.
В 1892 году окончил Тверское кавалерийское юнкерское училище, откуда выпущен был эстандарт-юнкером в 40-й драгунский Малороссийский полк. 28 марта 1894 года произведен корнетом в тот же полк. 13 января 1897 года переведен во вновь сформированный 51-й драгунский Черниговский полк. Произведен в поручики 15 марта 1899 года, в штабс-ротмистры — 15 марта 1903 года.
Участвовал в русско-японской войне в рядах черниговских драгун. Был награжден четырьмя орденами и произведен в ротмистры «за отличия в делах против японцев» (производство утверждено Высочайшим приказом от 8 октября 1906 года). Окончил Офицерскую кавалерийскую школу. Был командиром эскадрона, а затем помощником командира полка по строевой части. Произведен в подполковники 28 ноября 1908 года «за отличие по службе», в полковники — 26 августа 1912 года на вакансию.
С началом Первой мировой войны, 4 января 1915 года переведен в 7-й гусарский Белорусский полк. Удостоен ордена Св. Георгия 4-й степени
За то, что, временно командуя названным полком, в бою у колонии Язвиновки 3 июня 1916 года, согласно приказанию начальника дивизии произвести атаку в конном строю на наступавшего неприятеля, после разведки местности перестроил полк в составе 4½ эскадронов и лично, подавая пример неустрашимости, повел его в рассыпном строю, несмотря на ружейный и пулеметный огонь, на нерасстроенные части 14-го и 1-го гонведных полков, причем с полком изрубил две цепи противника, силою более двух рот, чем заставил остальные части неприятеля отступить, предотвратив обход левого фланга частей 15-й пехотной дивизии.
30 октября 1916 года назначен командиром 7-го гусарского Белорусского полка. 22 марта 1917 года произведен в генерал-майоры на основании Георгиевского статута. 21 июня того же года назначен командиром 2-й бригады 7-й кавалерийской дивизии, а 7 сентября — командиром 2-й бригады 12-й кавалерийской дивизии.
В 1918 году был мобилизован в РККА. Дальнейшая судьба неизвестна. Был женат, имел дочь.

## Награды
- Орден Святой Анны 3-й ст. с мечами и бантом (1904)
- Орден Святого Станислава 2-й ст. с мечами (1904)
- Орден Святой Анны 4-й ст. с надписью «за храбрость» (ВП 13.04.1906)
- Орден Святой Анны 2-й ст. с мечами (ВП 21.11.1906)
- Орден Святого Владимира 4-й ст. (1912)
- мечи и бант к ордену Св. Владимира 4-й ст. (ВП 17.12.1914)
- Высочайшее благоволение «за отличия в делах против неприятеля» (ВП 23.09.1915)
- Орден Святого Владимира 3-й ст. с мечами (ВП 23.09.1915)
- Орден Святого Георгия 4-й ст. (ВП 16.09.1916)
- мечи и бант к ордену Св. Станислава 3-й ст. (ВП 2.10.1916)
- Орден Святого Станислава 1-й ст. с мечами (ПАФ 11.10.1917)